# Global Index Medicus
A Organização Mundial da Saúde mantém o Global Index Medicus (GIM). O banco de dados GIM é uma referência de vários bancos de dados regionais da OMS que cobrem questões de biomedicina e bem-estar social. Entre eles estão: O Index Medicus Africano - AIM (mantido pela AFRO / OMS); a Literatura Científica e Técnica da América Latina e Caribe - LILACS (mantida pela AMRO-OPAS / OMS através do seu centro especializado BIREME); o Index Medicus para a Região do Mediterrâneo Oriental - IMEMR (EMRO / OMS); o Index Medicus para a Região do Sudeste Asiático - IMSEAR (SEARO / OMS); e o Index Medicus da Região do Pacífico Ocidental - WPRIM (WPRO / OMS).